# Hurricane (Schiff)
HMS Hurricane (H06) war ein Zerstörer der H-Klasse der britischen Royal Navy im Zweiten Weltkrieg. Das für die brasilianische Marine im Bau befindliche Schiff wurde unmittelbar nach dem Kriegsbeginn mit seinen fünf Schwesterschiffen von Großbritannien angekauft.
Die am 24. Dezember 1943 nordöstlich der Azoren von U 415 mit einem Zaunkönig torpedierte Hurricane wurde am 25. nach der Abbergung der Besatzung vom Zerstörer Watchman versenkt, da das schwerbeschädigte Schiff nicht aus eigener Kraft die Heimat erreichen konnte.

## Geschichte
Das Schiff lief am 29. September 1939 als Teil einer Klasse von sechs Zerstörern für die brasilianische Marine bei Vickers-Armstrong in Barrow-in-Furness, Cumbria, vom Stapel. Am 4. September 1939, also unmittelbar nach dem Kriegsbeginn, hatte Großbritannien den Zerstörer, der ursprünglich den Namen Japarua erhalten sollte, angekauft, der sogleich in Hurricane umbenannt wurde. In Dienst gestellt wurde er am 21. Juni 1940.
Der Zerstörer wurde gemeinsam mit seinen früher brasilianischen Schwesterschiffen der 9. Zerstörerflottille zugewiesen. Taktisch war das Schiff allerdings ausschließlich Geleitgruppen zugewiesen, die Konvois eskortierten.
Das Einsatzgebiet des Schiffes lag fast während des gesamten Krieges im Nordatlantik. HMS Hurricane diente als Führungsschiff einer der Geleitgruppen, die aus wenigen, meist älteren Zerstörern und mehreren Korvetten bestanden. Die U-Boot-Abwehr- und Flugabwehr-Bewaffnung wurde dafür im Laufe der Zeit zulasten der Hauptgeschütze und eines Torpedorohrsatzes verstärkt.
Am 18. September 1940 nahm die Hurricane im Nordatlantik 105 Überlebende der City of Benares auf, einem britischen Passagierdampfer, der von einem deutschen U-Boot versenkt worden war.
Bei einem deutschen Luftangriff auf Liverpool am 7./8. Mai 1941 wurde das im Hafen liegende Schiff durch einen Bombentreffer schwer beschädigt und sank. Die Reparatur zog sich bis Januar 1943 hin.
Danach nahm der Zerstörer an den großen Geleitzugschlachten im Frühjahr 1943 teil. Ab Herbst 1943 war die von HMS Hurricane geführte Geleitgruppe neben der Nordatlantik-Route auch auf der Konvoi-Route zwischen Großbritannien und Gibraltar eingesetzt.
Anders als viele andere Geleiter konnte das Schiff während seines Einsatzes keine U-Boote versenken.

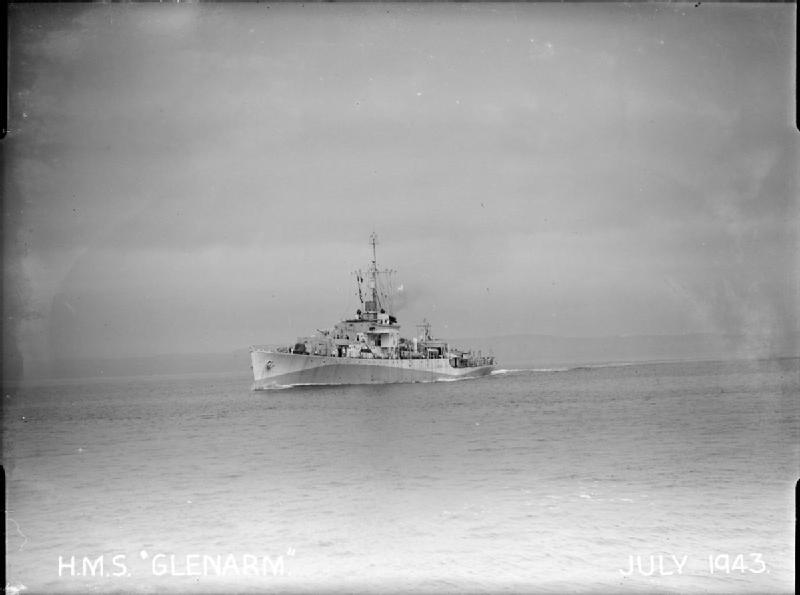
Die Fregatte Glenarm

Am 24. Dezember 1943 wurde Hurricane nordöstlich der Azoren aus einem Gibraltar-Geleit heraus von U 415 mittels eines akustischen Torpedos torpediert. Das noch schwimmende Schiff wurde am Heck total zerstört, war manövrierunfähig und ohne Antrieb. Die Fregatte Glenarm übernahm die Besatzung der Hurricane und der Zerstörer Watchman versenkte das schwerbeschädigte Schiff, auf dem es bei der Torpedierung drei Tote gegeben hatte, mit einem Torpedo auf 45° 10′ N, 22° 5′ W.